# وقتی با تو هستم
«وقتی با تو هستم» (انگلیسی: When I'm with You) ترانه‌ای از لیسا، خواننده و رپر تایلندی با همکاری تایلا، خواننده اهل آفریقای جنوبی است. این ترانه در ۲۸ فوریه ۲۰۲۵ توسط Lloud و آرسی‌ای رکوردز به عنوان یکی از قطعات نخستین آلبوم استودیویی لیسا با عنوان خود دیگر (۲۰۲۵) منتشر شد. موزیک ویدئوی رسمی این ترانه به کارگردانی اولیویا د کامپس در ۱۶ مه در کانال یوتیوب Lloud بارگذاری شد.

## پیش‌زمینه و انتشار
لیسا پس از پایان همکاری‌اش با وای‌جی انترتینمنت به منظور پیگیری فعالیت‌های انفرادی، در فوریه ۲۰۲۴ شرکت مدیریت هنری خود به نام Lloud را بنیان‌گذاری کرد. او سپس در آوریل همان سال با آرسی‌ای رکوردز قراردادی امضا کرد تا آثار انفرادی خود را با همکاری Lloud منتشر کند. لیسا از طریق تهیه‌کننده و ترانه‌سرا به نام سمی سوسو، که پیش‌تر با هر دو هنرمند کار کرده بود، یک شب در استودیویی در لس آنجلس با تایلا آشنا شد. تایلا که در آن زمان در حال آماده‌سازی نخستین آلبوم استودیویی خود با عنوان تایلا (۲۰۲۴) بود، به استودیو آمد و نسخهٔ کامل آلبومش را برای لیسا پخش کرد. چند ماه بعد، در ژوئیه، این دو هنرمند در مجموعهٔ «Musicians on Musicians» مجلهٔ رولینگ استون در کنار هم ظاهر شدند و گفت‌وگویی دوجانبه داشتند. در ۱۹ نوامبر، لیسا از انتشار نخستین آلبوم استودیویی خود با نام خود دیگر (۲۰۲۵) خبر داد. او در ۲۱ فوریه ۲۰۲۵ فهرست قطعات آلبوم را منتشر کرد که ترانهٔ «وقتی با تو هستم» با همکاری تایلا به عنوان قطعهٔ نهم در آن گنجانده شده بود. این قطعه نخستین همکاری مشترک میان لیسا و تایلا محسوب می‌شود. این قطعه همزمان با انتشار آلبوم در ۲۸ فوریه ۲۰۲۵ منتشر شد.